# Tri Dnia Dojdia
 (septembre 2024).
La mise en forme du texte ne suit pas les recommandations de Wikipédia : il faut le « wikifier ».
Les points d'amélioration suivants sont les cas les plus fréquents. Le détail des points à revoir est peut-être précisé sur la page de discussion.
- Les titres sont pré-formatés par le logiciel. Ils ne sont ni en capitales, ni en gras.
- Le texte ne doit pas être écrit en capitales (les noms de famille non plus), ni en gras, ni en italique, ni en « petit »…
- Le gras n'est utilisé que pour surligner le titre de l'article dans l'introduction, une seule fois.
- L'italique est rarement utilisé : mots en langue étrangère, titres d'œuvres, noms de bateaux, etc.
- Les citations ne sont pas en italique mais en corps de texte normal. Elles sont entourées par des guillemets français : « et ».
- Les listes à puces sont à éviter, des paragraphes rédigés étant largement préférés. Les tableaux sont à réserver à la présentation de données structurées (résultats, etc.).
- Les appels de note de bas de page (petits chiffres en exposant, introduits par l'outil «  Source ») sont à placer entre la fin de phrase et le point final[comme ça].
- Les liens internes (vers d'autres articles de Wikipédia) sont à choisir avec parcimonie. Créez des liens vers des articles approfondissant le sujet. Les termes génériques sans rapport avec le sujet sont à éviter, ainsi que les répétitions de liens vers un même terme.
- Les liens externes sont à placer uniquement dans une section « Liens externes », à la fin de l'article. Ces liens sont à choisir avec parcimonie suivant les règles définies. Si un lien sert de source à l'article, son insertion dans le texte est à faire par les notes de bas de page.
- La présentation des références doit suivre les conventions bibliographiques. Il est recommandé d'utiliser les modèles {{Ouvrage}}, {{Chapitre}}, {{Article}}, {{Lien web}} et/ou {{Bibliographie}}. Le mode d'édition visuel peut mettre en forme automatiquement les références.
- Insérer une infobox (cadre d'informations à droite) n'est pas obligatoire pour parachever la mise en page.

Pour une aide détaillée, merci de consulter Aide:Wikification.
Si vous pensez que ces points ont été résolus, vous pouvez retirer ce bandeau et améliorer la mise en forme d'un autre article.
 (septembre 2024).
Tri Dnia Dojdia (en russe : Три дня дождя, «Trois jours de pluie») est un groupe de rock russe fondé en 2019 à Kyzyl, Touva.

## Histoire
Initialement, le nom du groupe était le pseudonyme de son fondateur Gleb Viktorov,. Gleb a pris son nom en l'honneur du club  «Три дня дождя» (Trois jours de pluie) à Krasnoïarsk, dont lui avait parlé sa sœur aînée.
Le 23 octobre 2019, le premier single de Gleb est sorti. Pour toutes les sorties entre le premier single et l'album «Когда ты откроешь глаза» (Quand tu ouvriras les yeux), sorti le 4 juin 2021, Gleb composait à lui-même la musique et les paroles. Dans la sortie «Когда ты откроешь глаза» (Quand tu ouvriras les yeux), la musique était jouée par : Gleb Viktorov, Daniil Baslin, Kirill Good, Tikhon Baslin, Alexander Kreiza et Sergey Slem.
Selon Viktorov dans une interview de mars 2021, il est le visage du groupe (la publication Karmapolitan l'appelle également « le chef du groupe » ), mais il ne peut pas qualifier le projet de groupe à part entière : « En ce moment, c'est du 50/50 : les gars peuvent enregistrer quelque chose, mais nous ne nous sommes jamais réunis en tant que groupe pour enregistrer quelque chose — si l'on parle d'un groupe. ».
En mars 2021, le groupe «Три дня дождя» (Trois jours de pluie) est devenu l'un des premiers artistes du programme Spotify Radar en Russie, visant à soutenir les jeunes artistes.
Le 21 octobre 2022, un nouvel album complet intitulé «Байполар» (Bipolaire) est sorti, avec la participation de Zivert, Brutto, тринадцать карат (Treize Carats), Lali et LYRIQ.
Le 25 avril 2023, la chanson «За край» (Au-delà) est sortie et s'est rapidement hissée à des positions élevées dans les classements musicaux atteignant la 14e sur la plateforme de musique VK.
Le 4 juin 2023, à Ekaterinbourg, le leader du groupe, Gleb Viktorov, a interrompu le concert en se produisant en état d'ébriété - il tombait sur la scène et avait du mal à prononcer les paroles,,  ce qui a conduit à une pause dans les activités du groupe. Mais après une courte interruption, il est revenu à la création, annonçant son rétablissement et son intention de continuer à travailler sur de nouveaux projets.
Le 22 septembre, le premier morceau après la pause, «Кристаллические лярвы» (Larves cristallines), est sorti.
Le 20 octobre 2023 sort l’album « melancholia », qui comprend les singles  «Кристаллические лярвы» (Larves cristallines) et «За край» (Au-delà) précédemment sortis. Des couplets invités sur l'album comprenaient LYRIQ, MONA et тринадцать карат (Treize Carats).
Le 22 décembre 2023, est sorti le premier morceau en anglais du groupe, « Kryptonite », une collaboration avec le musicien américain Call Me Karizma.
Le 1er mars 2024, un titre collaboratif avec polnalyubvi intitulé «Температура» (Température) est sorti.
Le 28 mars 2024, Gleb Viktorov a participé à l'enregistrement de la compilation «Голос мой услышь» (Entends ma voix). Un album hommage à Muslim Magomayev a été enregistré en soutien aux victimes de l'attaque terroriste de Crocus. Avec Basta, Mona et Vladimir Presnyakov, il a interprété la chanson «Луч солнца золотого» (Le rayon de soleil doré),,.
Aux Muz-TV Awards 2024, Trois jours de pluie a remporté la catégorie « Meilleur groupe » et a été nommé dans les catégories « Percée de l'année » et « Meilleur album ».

## Critiques sur la créativité

### Alexeï Mazhaev
Le critique d'InterMedia, Alexeï Mazhaev, accorde une grande attention au travail du groupe. Ainsi, deux albums longue durée, «Любовь, аддикция и марафоны» (Amour, addiction et marathons) et «Когда ты откроешь глаза» (Quand tu ouvriras les yeux) ont tous deux reçu 7 étoiles sur 10 ,. Selon lui, «Любовь, аддикция и марафоны» représente probablement ce qui correspond à la fameuse triade «sexe, drogues et rock'n'roll», une dynamique qui manquait aux musiciens rock russes des années 1960-1970. Ainsi, quant à l'album «Когда ты откроешь глаза», il a souligné son énergie, offrant une montée d'adrénaline et des émotions puissantes.

## Biographie du leader
Gleb Ostapovich Viktorov (né Damba-Khuurak ) est né le 20 février 1996 dans la ville de Kyzyl dans la République de Tyva, en Russie,.
Dès son plus jeune âge, il a montré un intérêt pour la musique, mais pendant longtemps il n’a pas envisagé de faire carrière sur la scène professionnelle.
En 2023, il est nommé dans la liste « 30 under 30 » du magazine Forbes dans la catégorie « Musique », mais il n'est pas devenu lauréat.

### Position publique
Le groupe a soutenu l'invasion de l'Ukraine par la Russie, et a annoncé des concerts dans les villes de Lugansk, Donetsk et en Crimée, des territoires annexés par la Russie. Ces prises de position et initiatives ont suscité des réactions controversées parmi les fans et le grand public, compte tenu de la situation géopolitique.

## Discographie
En mars 2024, la discographie du groupe se compose de quatre albums studio, un mini-album et 28 singles. En plus de cela, Gleb Viktorov et le groupe ont également participé en tant qu'invités sur les albums d'autres artistes à huit reprises. Ces collaborations témoignent de l'influence croissante du groupe et de leur implication dans la scène musicale contemporaine.

## Remarques
1. 1 2 3  (ru) Владимир Завьялов, « «Рок станет мейнстримом, но нескоро»: «Три дня дождя» — о пути из битмейкинга в рок-музыку » [archive du 23 novembre 2021], Афиша,‎ 27 mars 2021 (consulté le 22 novembre 2021)
2. 1 2  (ru) « Три дня дождя «Когда ты откроешь глаза» » [archive du 22 novembre 2021], The Flow,‎ 7 juin 2021 (consulté le 22 novembre 2021)
3. ↑  (ru) Ирина Себелева, « Попал в список Forbes, валялся пьяным на сцене, уехал в рехаб: кто такой Глеб «Три дня дождя» », MAXIM,‎ 21 juin 2023 (consulté le 11 avril 2024)
4. ↑  (ru) « Три дня дождя | ВКонтакте » [archive du 20 septembre 2021], vk.com (consulté le 10 janvier 2022)
5. ↑  (ru) « Кредиты альбома в сообществе группы », ВКонтакте,‎ 4 juin 2021 (consulté le 10 janvier 2022)
6. ↑  (ru) « Новый альбом от Три дня дождя » [archive du 22 novembre 2021], Karmapolitan,‎ 7 juin 2021 (consulté le 22 novembre 2021)
7. ↑  (ru) Оля Степанян, « Spotify запустил программу поддержки молодых музыкантов в России » [archive du 11 janvier 2022], РБК Стиль,‎ 9 mars 2021 (consulté le 10 janvier 2022)
8. ↑  (ru) « Музыкальные чарты за 17 неделю: лидируют Macan, Mona, Баста, Instasamka и другие » [archive du 2 mai 2023], www.intermedia.ru,‎ 27 avril 2023 (consulté le 27 avril 2023)
9. ↑  « Продюсер «Три дня дождя» объяснил поведение сорвавшего концерт солиста группы », Лента,‎ 6 juin 2023 (lire en ligne [archive du 5 juin 2023], consulté le 5 juin 2023)
10. ↑  « «Лопнула психика»: продюсер «Три дня дождя» объяснился за скандальное выступление солиста », Комсомольская Правда,‎ 5 juin 2023 (lire en ligne [archive du 5 juin 2023], consulté le 5 juin 2023)
11. ↑  « Продюсер Глеба Викторова объяснил появление певца на сцене в невменяемом состоянии » [archive du 5 juin 2023], Газета.ru (consulté le 5 juin 2023)
12. ↑  (ru) « Музыкальный проект «Три Дня Дождя» закрыли после концерта в Екатеринбурге » [archive du 6 juin 2023], ura.news,‎ 5 juin 2023 (consulté le 5 juin 2023)
13. ↑  (ru) « «Кристаллические лярвы меня тянут на небо»: группа «Три дня дождя» выпустила первый сингл из будущего альбома | », srsly.ru (consulté le 22 septembre 2023)
14. ↑  (ru) « Три дня дождя выпустил альбом "Melancholia" » [archive du 20 octobre 2023], The-Flow.ru (consulté le 20 octobre 2023)
15. ↑  (ru) « Российские исполнители в память о жертвах теракта записали альбом «Голос мой услышь». Новости. Первый канал » (consulté le 22 avril 2024)
16. ↑  (ru) « Российские артисты записали альбом «Голос мой услышь» - Газета.Ru | Новости », Газета.Ru,‎ 22 avril 2024 (consulté le 22 avril 2024)
17. ↑  (ru) « Звезды эстрады записали 12 песен для альбома памяти Магомаева и жертв теракта », Российская газета,‎ 28 mars 2024 (consulté le 22 avril 2024)
18. ↑  « Премия МУЗ ТВ 2024 - официальный сайт. Номинанты, голосование, трансляция, билеты », premia.muz-tv.ru (consulté le 24 juin 2024)
19. 1 2  Алексей Мажаев, « Рецензия: «Три дня дождя» - «Любовь, аддикция и марафоны» » [archive du 22 novembre 2021], InterMedia,‎ 18 octobre 2020 (consulté le 22 novembre 2021)
20. 1 2  Алексей Мажаев, « Рецензия: «Три дня дождя» - «Когда ты откроешь глаза» » [archive du 22 novembre 2021], InterMedia,‎ 24 août 2021 (consulté le 22 novembre 2021)
21. ↑  « Глеб три дня дождя », Telegram (consulté le 16 octobre 2023)
22. ↑  (ru) « Российский Forbes представляет лонг-лист ежегодного рейтинга «З0 до 30» » [archive du 10 février 2022], Forbes «З0 до 30» (consulté le 27 avril 2023)
23. ↑  (ru) « Топ приспособленцев шоу-бизнеса: как продаются и покупаются деятели культуры » [archive du 14 août 2023], Продолжение следует (consulté le 14 août 2023)
24. ↑  (ru) « Как мстят звездам за позицию по СВО: ведущую Бородину затравили, блогеру Нифедову сожгли машину, рокера Викторова похоронили свои же » [archive du 14 août 2023], Ваши новости — интернет-газета,‎ 5 octobre 2022 (consulté le 14 août 2023)